# Jianchuan

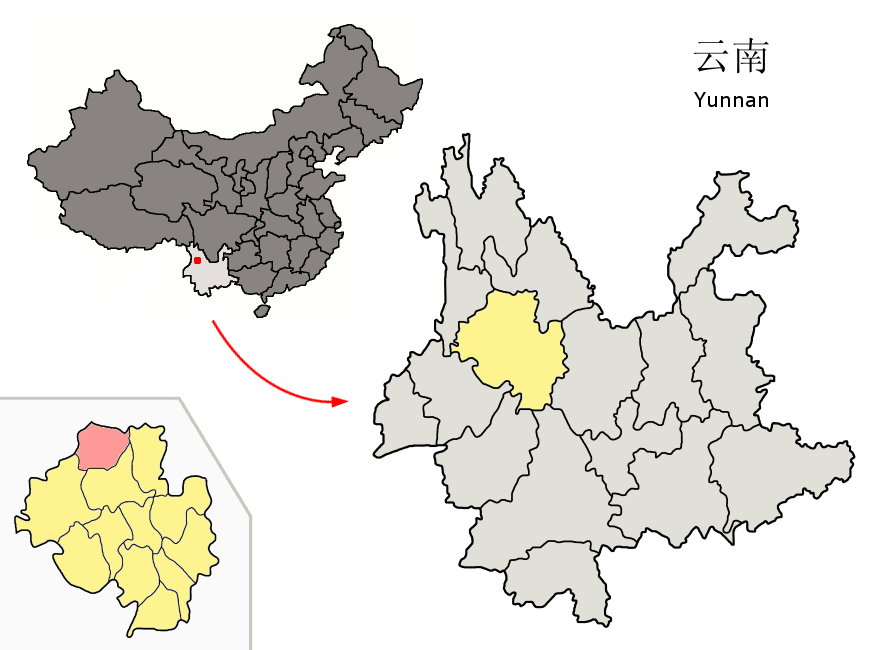
Lage des Kreises Jianchuan (rosa) im autonomen Bezirk Dali (gelb)

Der Kreis Jianchuan (chinesisch 剑川县, Pinyin Jiànchuān Xiàn) ist ein Kreis im autonomen Bezirk Dali der Bai im mittleren Westen der chinesischen Provinz Yunnan. 
Er hat eine Fläche von 2.238 km² und 160.471 Einwohner (Stand: Zensus 2020). Sein Hauptort ist die Großgemeinde Jinhua (金华镇).

## Administrative Gliederung
Auf Gemeindeebene setzt sich der Kreis aus fünf Großgemeinden und drei Gemeinden zusammen. Diese sind:
- Großgemeinde Jinhua 金华镇
- Großgemeinde Diannan 甸南镇
- Großgemeinde Shaxi 沙溪镇
- Großgemeinde Madeng 马登镇
- Großgemeinde Laojunshan 老君山镇

- Gemeinde Yangcen 羊岑乡
- Gemeinde Misha 弥沙乡
- Gemeinde Xiangtu 象图乡